# Tensfeld
Tensfeld ist eine Gemeinde im Kreis Segeberg in Schleswig-Holstein. Tensfelder Moor und Burade liegen im Gemeindegebiet.

## Geografie und Verkehr
Tensfeld liegt etwa 21 km östlich von Neumünster in einer ländlichen und seenreichen Umgebung. Westlich verläuft die Bundesautobahn 21 von Bad Segeberg nach Kiel, nördlich die Bundesstraße 430 von Neumünster nach Plön. Südlich der Ortschaft befindet sich der Muggesfelder See. Die Tensfelder Au fließt durch das Gemeindegebiet.
Von 1911 bis 1961 war Tensfeld Bahnstation der Kleinbahn Kiel–Segeberg.

## Politik

### Gemeindevertretung
Bei der Kommunalwahl 2023 errang die Wählergemeinschaft Tensfeld erneut alle neun Sitze in der Gemeindevertretung. Die Wahlbeteiligung betrug 46,4 Prozent.

### Wappen
Blasonierung: „Von Silber und Grün im Wellenschnitt schräglinks geteilt. In verwechselten Farben oben die Moorpflanze Sonnentau, unten ein Ammonit.“

## Wirtschaft
Der Kiesabbau ist eine wichtige Einnahmequelle für den Ort, es gibt mehrere Kieswerke. Außerdem gibt es einige Einzelhandels- und Gewerbebetriebe in Tensfeld.